# Miantsoarivo
Miantsoarivo est une commune urbaine malgache, située dans la partie est de la région d'Itasy.